# Henri Beaufort (cardinal)
Pour les articles homonymes, voir Henri Beaufort, Maison de Beaufort et Beaufort.
Henri Beaufort (1375 – 11 avril 1447, Wolvesey), évêque de Lincoln et évêque de Winchester, est un prélat anglais. Il était surnommé « le cardinal d'Angleterre » et appartenait à la maison de Beaufort.

## Biographie

### Jeunesse et carrière dans les ordres
Il est le deuxième des quatre enfants illégitimes de Jean de Gand et de sa maîtresse Katherine Swynford. Il est un demi-frère d'Henry Bolingbroke. Henri Beaufort reçoit une solide éducation à Oxford et à Aix-la-Chapelle. Henri est légitimé en 1397 par le roi Richard II par lettres patentes mais les Beaufort sont déclarés inaptes à la succession au trône.
Beaufort est nommé évêque de Lincoln le 27 février 1398 puis est consacré le 14 juillet suivant.

### Au service de la Couronne
Beaufort est nommé Lord grand chancelier en février 1403 par Bolingbroke, qui est monté sur le trône en 1399 sous le nom d'Henri IV. Beaufort occupe ce poste jusqu'en novembre 1404, lorsqu'il est nommé évêque de Winchester.
Entre 1411 et 1413, Beaufort est en disgrâce pour avoir soutenu la faction du prince de Galles Henri de Monmouth, opposée à celle du roi. À la mort d'Henri IV en 1413, Beaufort est une nouvelle fois nommé Lord chancelier par le roi Henri V. Il quitte le poste en 1417. La même année le pape Martin V lui propose le rang de cardinal mais Henri V lui interdit d'accepter.

### Le conseiller d'HenriVI
À la mort d'Henri V en août 1422, une double régence s'établit car le jeune Henri VI est encore au berceau. Un des frères d'Henri V, Jean de Lancastre, duc de Bedford est chargé de mener la guerre en France contre le dauphin Charles, installé à Bourges et qui s'est autoproclamé roi à la mort de son père Charles VI le Fol en octobre 1422. Durant l'absence de Bedford, le gouvernement de l'Angleterre est mené par l'autre frère d'Henri V, Humphrey de Lancastre, duc de Gloucester, nommé Lord Protecteur. Cependant, Beaufort a également une place importante au Conseil du roi. En 1424, il devient pour la troisième fois Lord chancelier mais est forcé de démissionner deux ans plus tard sous la pression de Gloucester.
Beaufort est finalement créé cardinal en 1426. Légat du pape Martin V en Allemagne, il part prêcher la croisade contre les Hussites en Bohême mais il est mis en déroute près de Tachov le 4 août 1427. Ambassadeur en France, il tente en vain de réconcilier Bedford avec le duc de Bourgogne Philippe le Bon.

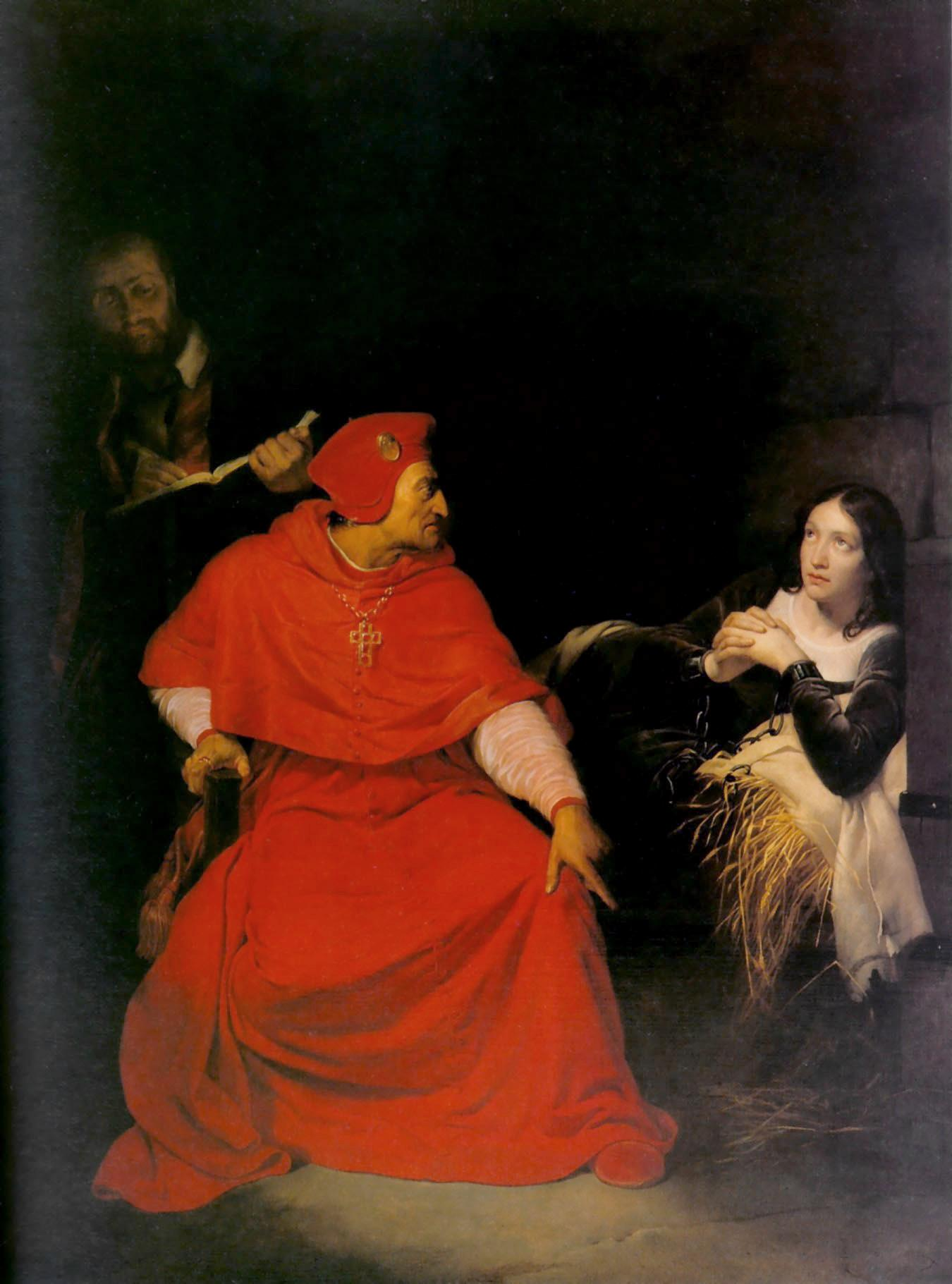
Jeanne d'Arc malade interrogée dans sa prison par le cardinal de Winchester, par Paul Delaroche, 1824.

À la suite de la capture de Jeanne d'Arc en 1430, Beaufort assiste au procès intenté à la pucelle qui est présidé par l'évêque de Beauvais Pierre Cauchon. Il est présent à son exécution à Rouen le 30 mai 1431. Selon certaines sources, il aurait pleuré lorsqu'elle fut brûlée vive[réf. nécessaire], mais selon d’autres, il était absent, comme l'attestent les pièces du procès . En fait, il n’aurait été présent que le jour de l’abjuration de Jeanne d’Arc, le 26 mai 1431. Selon Régine Pernoud, l’origine de cette légende se trouve dans les témoignages recueillis en 1454 et 1455 durant  le procès de réhabilitation (en), dont l’un des articles précise que Jeanne  était morte de manière  à tirer les larmes des  spectateurs, y compris les anglais présents.
Le 16 décembre 1431, à Notre-Dame de Paris, le cardinal Beaufort couronne roi de France le jeune Henri VI, amené en France par Bedford.
Après la mort de Bedford en 1435, Gloucester revendique la régence mais cette prise du pouvoir est contestée par le cardinal. Le 16 novembre 1437, peu avant son seizième anniversaire, Henri VI reçoit l'essentiel des pouvoirs. Le duc de Gloucester est remercié et le cardinal Beaufort apparaît désormais comme le véritable mentor du roi. Il lui transmet notamment sa grande piété.
À la cour, les avis divergent quant à l'attitude à prendre en réaction à la reconquête menée par Charles VII. Le duc de Gloucester et Richard, duc d'York, cousin d'Henri, sont partisans d'une reprise en main de la situation par une intervention rapide, d'autant que les Bourguignons ont fait la paix avec le roi de France à Arras en 1435, tandis que le cardinal et William de la Pole, comte de Suffolk, cherchent à faire la paix. Le Parlement prend parti pour Beaufort qui envoie à Paris Suffolk y négocier une trêve sur la base du statu quo entérinée à Tours en 1444.
En février 1447, Suffolk, avec l'aide du vieux cardinal Beaufort, fait arrêter Gloucester, accusé de trahison. Ce dernier est emprisonné pour être jugé mais il meurt rapidement (probablement d'une attaque cardiaque). Certains accusent néanmoins Suffolk et le cardinal d'avoir fait assassiner le propre oncle et héritier du roi.
Beaufort meurt peu après le 11 avril 1447 à Wolvesey.

## Liaison et descendance
Le cardinal a engendré une fille illégitime, Jeanne, peut-être avant qu'il ne prenne les ordres. Jeanne a épousé Edward Stradling, avec qui elle eut trois fils et une fille, Catherine.
Selon la croyance populaire, la mère de Jeanne serait Alice FitzAlan, baronne Cherleton. Dans The Royal Tribes of Wales, Philip Yorke affirme que "le cardinal Beaufort a laissé une fille illégitime par Alice, fille de Fitzalan, comte d'Arundel." 
Le généalogiste Douglas Richardson mentionne également la prétendue relation entre Alice et le cardinal. Selon Richardson, il n'y a "aucune preuve contemporaine qu'Alice était la maîtresse d'Henri Beaufort, ni qu'elle était la mère de sa fille illégitime, Jeanne, dite née en 1390". En outre, la première apparition de l'affirmation selon laquelle Alice était la mère de la jeune fille se trouve dans The Winning of the Lordship of Glamorgan, écrit par Edward Stradling, un descendant, entre 1561 et 1566.

## Galerie
Henri Beaufort et Jeanne d'Arc se retrouvent face à face une seconde fois, cinq siècles plus tard:  lui dans son tombeau, elle, représentée sous forme de statue réalisée en 1922, suivant les instructions de l’architecte écossais Ninian Comper.

Le lieu, la cathédrale de Winchester, n'a pas été choisi par hasard, comme l'ont fait remarquer les historiens Michael Bullen, John Crook, Rodney Hubbuck et Nikolaus Pevsner: 

« ce choix a été fait dans un esprit de contrition et de réconciliation. »

| |  |  |
| - À gauche : Gisant du Cardinal Henri Beaufort en la cathédrale de Winchester, Angleterre. - À droite : Statue polychrome représentant Jeanne d'Arc, érigée en 1922. Elle est placée à côté de l'entrée de la chapelle dédiée à Notre Dame, en diagonale par rapport à la tombe du cardinal. |  |  |